# The Bulls & the Bees
The Bulls & the Bees és un EP de Melvins que incluye cinco canciones las cuales se lanzaron el 13 de marzo de 2012, el álbum está disponible en descarga gratuita vía Facebook por Scion Audio/Visual
. También viene incluida la canción ‘The War on Wisdom’ la cual cuenta con un nuevo videoclip. Por otro lado participa como bajista Trevor Dunn ex Mr. Bungle, Fantômas, Trevor Dunn's Trio-Convulsant entre otros y no contaran con Coady Willis en segunda batería y Jared Warren en bajo.

## Lista de canciones
| N.º | Título                 | Duración |  |
| 1.  | «The War on Wisdom»    | 3:40     |  |
| 2.  | «We Are Doomed»        | 7:03     |  |
| 3.  | «Friends Before Larry» | 4:19     |  |
| 4.  | «A Really Long Wait»   | 4:22     |  |
| 5.  | «National Hamster»     | 4:09     |  |

## Personal
- Buzz Osborne - Guitarra, voz
- Dale Crover - Batería
- Trevor Dunn - Bajo